# Abierto de los Estados Unidos 2017 (golf)
El Abierto de los Estados Unidos 2017 es su 117.ª edición, comienza el 15 de junio y termina el 18 de junio de 2017 en Erin Hills de Erin, Wisconsin, noroeste de Milwaukee.
Este es el primer Abierto de Estados Unidos en Wisconsin, pero quinto del estado a nivel de campeonatos importantes. El PGA Championship se jugó en 1933 en Blue Mound en Wauwatosa, y el Whistling Straits cerca de Kohler en 2004, 2010 y 2015. Además, se jugó en Blackwolf Run campeonato de mujeres en Kohler en 1998 y 2012, y el Estados Unidos Senior Open en Whistling Straits en 2007. El PGA Tour que antes se detuvo en el estado regularmente era el Milwaukee Open (1968 - 2009), precedida por el Milwaukee Open  Invitational (1955-1961).
Con una bolsa de $ 12 millones, esta será la primera importante con la participación de un ganador de más de $ 2 millones.
Una historia importante involucrado Phil Mickelson, que era poco probable que juegue debido a la graduación de su hija, pero no se retiró hasta el jueves por la mañana, cuando estaba seguro de que no podría hacer su salida a la hora.

## Lugar de encuentro
Inaugurado en 2006, este será el primer Abierto de los Estados Unidos en Erin Hills, que fue sede del US Amateur en 2011. También será el primer Abierto de los Estados Unidos desde 1992 cuyo curso se jugará a un par de 72.

### Campo
| Hole   | 1   | 2   | 3   | 4   | 5   | 6   | 7   | 8   | 9   | Out   | 10  | 11  | 12  | 13  | 14  | 15  | 16  | 17  | 18  | In    | Total |
| ------ | --- | --- | --- | --- | --- | --- | --- | --- | --- | ----- | --- | --- | --- | --- | --- | --- | --- | --- | --- | ----- | ----- |
| Yardas | 608 | 358 | 476 | 439 | 505 | 237 | 607 | 492 | 165 | 3,887 | 504 | 403 | 464 | 215 | 613 | 370 | 200 | 481 | 663 | 3,913 | 7,800 |
| Par    | 5   | 4   | 4   | 4   | 4   | 3   | 5   | 4   | 3   | 36    | 4   | 4   | 4   | 3   | 5   | 4   | 3   | 4   | 5   | 36    | 72    |

## Jugadores
Alrededor de la mitad del campo consistirá de jugadores que están exentos de la clasificación para el Abierto de los Estados Unidos. Cada jugador se clasifica de acuerdo a la primera categoría en la que se clasificó, y otras categorías se muestran entre paréntesis. Fechas cuando será determinado completamente una categoría de clasificación se indican en cursiva.
1. Los ganadores del Abierto de los Estados Unidos del campeonato durante los últimos diez años.
Ángel Cabrera, Lucas Glover, Dustin Johnson (12,13,14,15), Martin Kaymer (14,15), Graeme McDowell, Rory McIlroy (6,7,13,14,15), Justin Rose (11,14,15), Webb Simpson, Jordan Spieth (5,13,14,15)
- Tiger Woods did not play.

2. El ganador y finalista del US Amateur Championship 2016
Brad Dalke (a)

- Curtis Luck perderá su exención de que se hizo profesional en abril de 2017..

3. El ganador del Campeonato Amateur 2016
Scott Gregory (a)
4. El ganador del Mark H. McCormack medalla 2016 (hombres Mundial Amateur de Golf Clasificación)
Maverick McNealy (a)
5. Los ganadores del torneo de maestros durante los últimos cinco años
Sergio García (12,14,15), Adam Scott (13,14,15), Bubba Watson (13,14,15), Danny Willett (14,15)
6. Los ganadores The Open Championship durante los últimos cinco años
Ernie Els, Zach Johnson (12), Henrik Stenson (14,15)
- Phil Mickelson  (13,14,15) se retiró para asistir a la graduación de su hija.

7. Los ganadores del Campeonato de la PGA durante los últimos cinco años
Jason Day (8,12,13,14,15), Jason Dufner (12,13,15), Jimmy Walker (13,14,15)
8. Los ganadores de The Players Championship durante los últimos tres años
Rickie Fowler (14,15), Kim Si-woo (13,14,15)
9. El ganador del Europeo Tour BMW PGA Championship 2017
Alexander Norén (14,15)
10. El ganador del Campeonato US Open Superior 2016
Gene Sauers
11. El ganador del Torneo Olímpico de Golf 2016
12. Los 10 con scorers más bajos en empatar en el décimo lugar en el Abierto de los Estados Unidos 2016
Jim Furyk, Branden Grace (14,15), Shane Lowry, Kevin Na (13), Scott Piercy (14), Daniel Summerhays
13. Los jugadores que se clasificaron para la que cierra la temporada Tour Championship 2016
Daniel Berger (14,15), Paul Casey (14,15), Roberto Castro, Kevin Chappell (14,15), Emiliano Grillo (14,15), J. B. Holmes (14,15), Kevin Kisner (14,15), Russell Knox (14,15), Matt Kuchar (14,15), Hideki Matsuyama (14,15), William McGirt (14,15), Sean O'Hair, Patrick Reed (14,15), Charl Schwartzel (14,15), Brandt Snedeker (14,15), Justin Thomas (14,15), Jhonattan Vegas, Gary Woodland (14,15)
- Ryan Moore (14,15) se retiró debido a una lesión en el hombro.'

14. Las 60 mejores líderes de punto del 22 de mayo de 2017 de la Clasificación Mundial Oficial
An Byeong-hun (15), Wesley Bryan (15), Rafael Cabrera-Bello (15), Ross Fisher (15), Matthew Fitzpatrick (15), Tommy Fleetwood (15), Bill Haas (15), Adam Hadwin (15), Brian Harman (15), Tyrrell Hatton (15), Russell Henley (15), Charley Hoffman (15), Billy Horschel (15), Yuta Ikeda (15), Brooks Koepka (15), Marc Leishman (15), Francesco Molinari (15), Louis Oosthuizen (15), Pat Perez (15), Thomas Pieters (15), Jon Rahm (15), Brendan Steele (15), Hideto Tanihara (15), Wang Jeung-hun, Lee Westwood (15), Bernd Wiesberger (15)
15. Los 60 mejores líderes de punto del 12 de junio de 2017 la clasificación oficiales del golf
Chris Wood
16. Excepciones especiales dadas por la USGA
Ninguna
Los demás concursantes que ganaron sus lugares por los calificadores seccionales.
- Japón: Shugo Imahira, Chan Kim, Satoshi Kodaira, Yūsaku Miyazato
- Europa: Thomas Aiken, Oliver Bekker, George Coetzee, Bradley Dredge, Paul Dunne, Andrew Johnston, Alexander Lévy, Li Haotong, Wade Ormsby, Eddie Pepperell, Aaron Rai, Richie Ramsay, Joël Stalter, Brandon Stone, Matt Wallace
- Estados Unidos: Tyson Alexander, Mason Andersen (a), Derek Barron, Keegan Bradley, Ryan Brehm, Matt Campbell, Bud Cauley, Cameron Champ (a), Daniel Chopra, Stewart Cink, Corey Conners, Chris Crawford (a), Bryson DeChambeau, Kevin Dougherty, Harris English, Nick Flanagan, Brice Garnett, Talor Gooch, Max Greyserman, Stewart Hagestad (a), Scott Harvey (a), Stephan Jäger, Ben Kohles, Jason Kokrak, Martin Laird, Walker Lee (a), David Lingmerth, Jamie Lovemark, Jack Maguire, Troy Merritt, Daniel Miernicki, Trey Mullinax, Jordan Niebrugge, Joaquín Niemann (a), John Oda (a), Garrett Osborn, Pan Cheng-tsung, Andy Pope, J. T. Poston, Ted Potter, Jr., Jonathan Randolph, Chez Reavie, Roman Robledo, Andrés Romero, Sam Ryder, Xander Schauffele, Scottie Scheffler (a), Alex Smalley (a), Steve Stricker, Brian Stuard, Sahith Theegala (a), Kyle Thompson, Peter Uihlein

Los suplentes, que ganaron la entrada:
- Michael Putnam reemplazado Ryan Moore
- Grégory Bourdy (spot reclamado mantenidos para la categoría 15)
- Kim Meen-whee (spot reclamado mantenidos para la categoría 15)
- Tyler Light (cspot reclamado mantenidos para la categoría 15)
- Dru Love (spot reclamado mantenidos para la categoría 15)
- Ryan Palmer (spot reclamado mantenidos para la categoría 15)
- Roberto Díaz reemplazado Phil Mickelson

(a) denota aficionado

## Campeones del pasado en el campo

### Pasaron el corte
| Jugador       | País           | Año(s) en que ganó | R1 | R2 | R3 | R4 | Total | Para par | Término |
| ------------- | -------------- | ------------------ | -- | -- | -- | -- | ----- | -------- | ------- |
| Jim Furyk     | Estados Unidos | 2003               | 70 | 74 | 69 | 72 | 285   | −3       | P23     |
| Martin Kaymer | Alemania       | 2014               | 72 | 69 | 75 | 73 | 289   | +1       | P35     |
| Webb Simpson  | Estados Unidos | 2012               | 74 | 71 | 71 | 73 | 289   | +1       | P35     |
| Jordan Spieth | Estados Unidos | 2015               | 73 | 71 | 76 | 69 | 289   | +1       | P35     |
| Ernie Els     | Sudáfrica      | 1994, 1997         | 70 | 72 | 79 | 74 | 295   | +7       | P55     |

- P : Significa el puesto en que quedo el jugador

### No pasaron el corte
| Jugador         | País              | Año(s) en que ganó | R1 | R2 | Total | Para par |
| --------------- | ----------------- | ------------------ | -- | -- | ----- | -------- |
| Lucas Glover    | Estados Unidos    | 2009               | 74 | 72 | 146   | +2       |
| Justin Rose     | Inglaterra        | 2013               | 72 | 74 | 146   | +2       |
| Dustin Johnson  | Estados Unidos    | 2016               | 75 | 73 | 148   | +4       |
| Graeme McDowell | Irlanda del Norte | 2010               | 76 | 71 | 149   | +5       |
| Rory McIlroy    | Irlanda del Norte | 2011               | 74 | 73 | 149   | +5       |
| Ángel Cabrera   | Argentina         | 2007               | 71 | 78 | 149   | +5       |

## Nacionalidades en el campo
| Norte América (89)  | Sur América (5) | Europa (37)           | Oceanía (5)            | Asia (12) | África (8)    |
| ------------------- | --------------- | --------------------- | ---------------------- | --------- | ------------- |
| Canadá (2)          | Argentina (3)   | Inglaterra (14)       | Australia (5)          | China (1) | Sudáfrica (8) |
| México (1)          | Chile (1)       | Irlanda del Norte (2) |                        | Japón (6) |               |
| Estados Unidos (86) | Venezuela (1)   | Escocia (3)           | Corea del Sur (4)      |           |               |
|                     |                 | Gales (1)             | República de China (1) |           |               |
| Irlanda (2)         |                 |                       |                        |           |               |
| Austria (1)         |                 |                       |                        |           |               |
| Bélgica (1)         |                 |                       |                        |           |               |
| Francia (3)         |                 |                       |                        |           |               |
| Alemania (2)        |                 |                       |                        |           |               |
| Italia (1)          |                 |                       |                        |           |               |
| España (3)          |                 |                       |                        |           |               |
| Suecia (4)          |                 |                       |                        |           |               |

## Resúmenes de ronda

### Primera ronda
Jueves, 15 de junio de 2017
Rickie Fowler igualó el récord del Abierto de los Estados Unidos para la primero ronda con el más bajo puntaje en relación con la altura, haciendo una ronda sin bogeys de 65 (-7) para un golpe de ventaja sobre Paul Casey y Xander Schauffele. Él jugó sorprendentemente fácil, produciendo 44 rondas bajo par. A pesar de esto, muchos de los favoritos del torneo lo vaciló. Jordan Spieth jugó sólido, pero tropezó quedando 73 (1). El número uno del mundo, Dustin Johnson fue descarrilado por un doble bogey en el par 5 del hoyo 14, los 3 tiradores Jon Rahm, Rory McIlroy, y Jason Day eran los peores, tiraron 76 (4), 78 (6), y 79 (7), respectivamente. Mientras tanto, el canadiense Adam Hadwin empató un récord de US Open con seis birdies seguidos, en ruta a tiro cuatro bajo par.
| #  | Jugador           | País           | Puntuación | Para par |
| -- | ----------------- | -------------- | ---------- | -------- |
| 1  | Rickie Fowler     | Estados Unidos | 65         | −7       |
| T2 | Paul Casey        | Inglaterra     | 66         | −6       |
| T2 | Xander Schauffele | Estados Unidos | 66         | −6       |
| T4 | Tommy Fleetwood   | Inglaterra     | 67         | −5       |
| T4 | Brian Harman      | Estados Unidos | 67         | −5       |
| T4 | Brooks Koepka     | Estados Unidos | 67         | −5       |
| T7 | Adam Hadwin       | Canadá         | 68         | −4       |
| T7 | Marc Leishman     | Australia      | 68         | −4       |
| T7 | Kevin Na          | Estados Unidos | 68         | −4       |
| T7 | Patrick Reed      | Estados Unidos | 68         | −4       |

### Segunda ronda
Viernes, 16 de junio de 2017
Cuatro jugadores terminaron en la cima del liderato después de la segunda ronda por primera vez desde 1974. Paul Casey fue cuatro en su ronda anterior de hacer cinco birdies 17 (-3) para quedar 71 (-1). Brooks Koepka hizo cuatro birdies para llegar a nueve bajo par, pero cayó cuando hizo dos bogeys. Se unieron en la parte superior de la tabla de clasificación Tommy Fleetwood y Brian Harman, haciendo 70 (-2). El líder de la primera ronda, Rickie Fowler, también se cayó, antes de que sus tres bogeys lo vieron caer detrás de los líderes. Hideki Matsuyama y Chez Reavie tuvieron la ronda más baja del día con un 65 (-7); Combinado con la ronda inaugural de Fowler, es la primera vez en la historia de Abierto de los Estados Unidos que tres jugadores tiraron en una ronda de 65 en el mismo torneo. Cuarenta y dos jugadores estaban por debajo del par después de 36 hoyos, un nuevo récord de torneo. El promedio de puntuación fue 73.225 (+1.225).
Por primera vez desde la introducción del Ranking Mundial de Golf Oficial en 1986, los tres mejores jugadores clasificados (Dustin Johnson, Rory McIlroy y Jason Day) no pasarían el corte quedando fuera del campeonato.
| Puesto | Jugador           | País           | Puntuación | Para par |
| ------ | ----------------- | -------------- | ---------- | -------- |
| T1     | Paul Casey        | Inglaterra     | 66-71=137  | −7       |
| T1     | Tommy Fleetwood   | Inglaterra     | 67-70=137  | −7       |
| T1     | Brian Harman      | Estados Unidos | 67-70=137  | −7       |
| T1     | Brooks Koepka     | Estados Unidos | 67-70=137  | −7       |
| T5     | Rickie Fowler     | Estados Unidos | 65-73=138  | −6       |
| T5     | J. B. Holmes      | Estados Unidos | 69-69=138  | −6       |
| T5     | Jamie Lovemark    | Estados Unidos | 69-69=138  | −6       |
| T8     | Cameron Champ (a) | Estados Unidos | 70-69=139  | −5       |
| T8     | Kim Si-woo        | Corea del Sur  | 69-70=139  | −5       |
| T8     | Hideki Matsuyama  | Japón          | 74-65=139  | −5       |
| T8     | Xander Schauffele | Estados Unidos | 66-73=139  | −5       |
| T8     | Brandt Snedeker   | Estados Unidos | 70-69=139  | −5       |